# The Birthday Party (band)
The Birthday Party was een Australische post-punk-band, die zich rond Nick Cave concentreerde. De band was grensverleggend in de vroege jaren 80.

## Geschiedenis
Naast Nick Cave bestond de band aanvankelijk uit diens schoolkameraden van Caulfield Grammar in Melbourne: Mick Harvey (gitaar, saxofoon en synthesizer) en Phill Calvert (drum). Tracy Pew (basgitaar) en Rowland S. Howard (gitaar) voegden zich later bij de groep. Ze heetten oorspronkelijk The Boys Next Door, en brachten in 1979 de lp Door, Door uit, waarop ze, door de punk beïnvloed, een soort new wave met sterke nadruk op gitaarmuziek maakten.

### London
Ze verhuisden in 1980 naar Londen, alwaar ze het album The Birthday Party maakten, dat geleidelijk tot hun naamswijziging leidde, ofschoon ze in eerste instantie beide groepsnamen nog hanteerden. Ze schakelden naar een opvallend radicale, rauwe, agressieve stijl om, die de punk met blues-invloeden vermengt en geregeld in chaotische geluidsuitbarstingen ontaardt. Hierbij verkenden ze de grenzen van het muzikaal acceptabele en trokken de aandacht van John Peel, die hen voortaan steunde.

### Berlijn
In 1982 verhuisden ze een tweede maal, deze keer naar Berlijn, waar ze verdere excentrieke en compromisloze experimenten produceerden. Nick Cave botvierde voornamelijk zijn voorliefde voor duistere thema's: teksten over moordenaars, rottende lijken, bloed en vunzigheid, door geesten bezeten krankzinnigen die 's nachts door moerassen waren, gewelddaden en bizarre, ondefinieerbare gestalten, vormden het stilistische leidmotief van de groep. De frenetieke schreeuwen die Cave ten beste gaf, dan wel zijn onheilspellende, onwereldse grafstem, maakten de songs ronduit angstaanjagend. In muzikaal opzicht was de band nauw verwant met de New Yorkse No wave-stroming en het Duitse Einstürzende Neubauten. Cave zou later ook met aantal van deze musici samenwerken in bandverband.
Calvert verliet in 1982 de band, naar verluidt wegens muzikale incompetentie, waarop hij aan het slagwerk door Harvey vervangen werd. Barry Adamson, voorheen van Magazine, verving vervolgens Pew op live-concerten, die namelijk op grond van dronkenschap achter het stuur gearresteerd was.
Na onenigheid tussen Cave en Howard (tezamen met Harvey de auteurs van de meeste songs), splitte The Birthday Party in 1984. Harvey en Howard vormden Crime & the City Solution waarvan een aantal leden onder wie Howard later verdergingen als These Immortal Souls. Cave ging verder met zijn nieuwe formatie, Nick Cave and the Bad Seeds.

### Waardering
Alhoewel The Birthday Party bij de deskundigen veel lof oogstte, is het grote commerciële succes nooit het hunne geworden, wat men enigszins kan begrijpen, gezien de vele kakofonische explosies en de grimmige, nagenoeg suïcidale sfeer die hun werk ademt. Een verder probleem van de formatie was het misbruik van onder andere alcohol en heroïne, verslavingen die aan het uiterlijk van sommige bandleden ook duidelijk te zien waren.

## Discografie
- 1980 The Birthday Party (als The Boys Next Door)
- 1980 Hee-Haw
- 1981 Prayers on Fire
- 1982 Junkyard
- 1982 Drunk on the Pope's Blood/The Agony is the Ecstacy (met Lydia Lunch)
- 1983 The Bad Seed
- 1983 Mutiny!
- 1985 It's Still Living
- 1985 Best and Rarest
- 1992 Hits
- 1999 Live 1981/82
- 2003 Pleasure Heads Must Burn (dvd)